# 1316
1316 (MCCCXVI) a fost un an bisect al calendarului iulian, care a început într-o zi de sâmbătă.

## Evenimente
- 10 aprilie: Uguccione Faggiuola este înlăturat concomitent de la putere, atât din Pisa cât și din Lucca.
- 18 iunie: Pacea de la Fexhe: restabilește ordinea în Principatul de Liège.
- 10 august: Bătălia de la Athenry. A doua bătălie încheiată cu 5.000 de morți: legea normandă se impune in Irlanda.
- 19 august: Regele Carol Robert de Anjou acordă Clujului statutul de oraș.

### Nedatate
- Instituirea impozitului gabelle, în Franța.
- Răscoală antiengleză în Țara Galilor.
- Vilnius devine capitala Lituaniei.

## Arte, științe, literatură și filosofie
- Începe construirea Palatului papilor, la Avignon.

## Nașteri
- 2 martie: Robert al II-lea, rege al Scoției (d. 1390)
- 14 mai: Carol al IV-lea, împărat romano-german (d. 1378)
- 15 noiembrie: Ioan I al Franței (d. 1316)

### Nedatate
- aprilie/mai: Magnus al IV-lea al Suediei (d. 1377)
- Albert de Saxa (Albert de Saxonia), filosof și episcop german (d. 1390)

## Decese
- 12 martie: Ștefan Dragutin, rege al Serbiei (n. 1252)
- 5 iunie: Ludovic al X-lea (Louis X), rege al Franței (n. 1289)
- 20 noiembrie: Ioan I "Postumul", rege al Franței 5 zile (n. 1316)
- Alauddin Khalji, sultan de Delhi (n. 1250)

- Dino Frescobaldi, poet italian (n. 1271)
- Guillaume Guiart, cronicar și poet francez (n. ?)
- Guo Shoujing, astronom și matematician chinez (n. 1231)
- Vytenis, mare principe al Lituaniei (n. 1260)

## Înscăunări
- 12 iunie: Castruccio Castracani, căpitan general al orașului Lucca (1316-?)
- 7 august: Ioan al XXII-lea (n. Jacques d'Euse), papă la Avignon (1316-1334)
- 15 noiembrie: Ioan I "Postumul", rege al Franței (1316)
- 20 noiembrie: Filip al V-lea, consacrat la Reims ca rege al Franței și al Navarrei (ca Filip II), (1316-1322)
- Gedyminas, mare principe al Lituaniei (1316-?)
- Qutb-ud-din Mubarak, sultan de Delhi (1316-1320)